# حواليس
حواليس أو باو كيارابو هي لعبة تراثية عمانية تلعب في سلطنة عمان وزنجبار، والتي تختلف قليلاً عن لعبة المنقلة.

## قواعد اللعب

### في سلطنة عمان
يتنافس لاعبان (عادة من الذكور) في اللعبة، وتكون بحفر 28 حفرة في الرمل ويكون في كل حفرة صدفتان. 